# Juan Durán Dueñas
Juan Durán Dueñas (Alcalá de Henares, 8 de enero de 2001) es un futbolista español que juega como lateral izquierdo en el CD Mirandés "B" de la Tercera Federación.

## Trayectoria
Nacido en Alcalá de Henares, Juan comienza a formarse en la RSD Alcalá y Getafe CF. El 10 de agosto de 2020, tras finalizar su etapa juvenil, vuelve a la RSD Alcalá para jugar con el primer equipo en la Tercera División, debutando el siguiente 18 de octubre al entrar como suplente en la segunda mitad de un empate por 1-1 frente a la AD Torrejón CF. Ve puerta por primera vez el 5 de mayo, anotando un doblete en la victoria por 2-1 contra el Real Aranjuez CF.
El 7 de julio de 2021 firma por el CD Mirandés para jugar en su filial en la nueva Tercera División RFEF. Logra debutar con el primer equipo el siguiente 1 de diciembre, entrando como suplente en los minutos finales de la victoria por 3-0 frente al CD San Roque de Lepe en Copa del Rey.
Juan debuta profesionalmente el 27 de mayo de 2022 al salir como suplente en los últimos minutos en la goleada por 5-1 al CF Fuenlabrada en la Segunda División.

## Clubes
Actualizado al último partido disputado el 13 de noviembre de 2022.
| Club            | País   | Año       | Partidos | Goles |
| --------------- | ------ | --------- | -------- | ----- |
| RSD Alcalá      | España | 2020-2021 | 26       | 2     |
| CD Mirandés "B" | España | 2021-act. | 32       | 1     |
| CD Mirandés     | España | 2021-act. | 3        | 0     |